# Hungerfordia goniobasis
Hungerfordia goniobasis is een slakkensoort uit de familie van de Diplommatinidae. De wetenschappelijke naam van de soort werd voor het eerst geldig gepubliceerd in 2013 door M. Yamazaki en Ueshima.